# Waimate Waterfall
Der Waimate Waterfall ist ein Wasserfall im Gisborne District auf der Nordinsel Neuseelands. Er liegt im Lauf des Waimate Stream. Seine Fallhöhe beträgt 29 Meter.